# Kalciumkarbonat
Kalciumkarbonat, eller kolsyrad kalk (CaCO3), är i naturen ett mycket vanligt salt, som förekommer som aragonit, kalkspat, kalksten, krita och marmor, samt i märgel, dolomit med mera. Genom upphettning spaltas det i kalciumoxid (bränd kalk) och koldioxid. Det är också den viktigaste komponenten i skal av marina organismer, snäckor, pärlor och äggskal med mera.
Kalciumkarbonat är nästan olösligt i vatten , men löses i kolsyrehaltigt vatten under bildning av surt kalciumkarbonat (även kallat kalciumbikarbonat), Ca(HCO3)2, som är lättlösligt i vatten. Genom kokning av lösningen återbildas det olösliga kalciumkarbonatet (pannsten).
I rent tillstånd uppträder det som ett vitt kristallinskt pulver, om man till en lösning av kalciumklorid sätter en sodalösning, frånfiltrerar och tvättar fällningen.

## Framställning och användning
I Sverige utvinns kalciumkarbonat framför allt ur kalksten (nästan rent kalciumkarbonat), märgelsten (65 %) och dolomit (55–60 %). Kalksten mals, upphettas till bränd kalk (kalciumoxid, (CaO)), tillsätts vatten så att släckt kalk (kalciumhydroxid, Ca(OH)2)  bildas, när koldioxid bubblas in i vätskan fälls kalciumkarbonat ut.
Nära 6 miljoner ton kalciumkarbonat framställdes i Sverige 1999 och ingick i cirka 3 200 produkter registrerade hos Kemikalieinspektionen.